# Aristotelia physaliella
Aristotelia physaliella is een vlinder uit de familie van de tastermotten (Gelechiidae). De wetenschappelijke naam van de soort is, als Gelechia physaliella, voor het eerst geldig gepubliceerd in 1872 door Chambers.